# Кристиансен, Кеннет
Кеннет Кристиансен (англ. Kenneth A. Christiansen; 24 июня 1924, США — 26 ноября 2017, Гриннелл, Айова) — американский учёный-энтомолог, спелеолог, систематик ногохвосток (Collembola), профессор Гриннеллского колледжа.

## Биография
Родился 24 июня 1924 года[где?].
Во время Второй мировой войны Кен служил передовым наблюдателем миномётного взвода 2-й танковой дивизии.
Получил степень бакалавра в Бостонском университете.
Получил докторскую степень в Гарвардском университете (1951) за изучение рода Entomobrya (Энтомобрииды).
Начал преподавать в Американском университете Бейрута в Ливане и в Смит-колледже. Часто выезжал в Швейцарию для консультаций с европейскими коллембологами Гизеным и Деламаром Дебуттвиллем.
С 1955 года преподавал в Гриннеллском колледже — вёл курсы общей биологии, зоологии, эволюции, экологии, социобиологии, зоологии беспозвоночных, энтомологии, паразитологии и морской биологии.
Был известен своими лекциями об атеизме.
В 1962 году был назначен профессором биологии, а в 1994 году — почётным профессором.
Его исследования, начиная с докторской диссертации, были сосредоточены на эволюции и таксономии ногохвосток. Он написал о них более 60 статей и две книги.
Как спелеолог известен тем, что из известных в США 60 видов пещерных ногохвосток описал почти 50 новых видов.
Одновременно работал в Научном консультативном совете губернатора штата Айова (1977—1983 и 1989—1997).
Скончался 26 ноября 2017 года в городе Гриннелл, штат Айова.

## Награды и премии
- Бронзовая звезда (США) и гроздь дубовых листьев — за храбрость в бою во время II мировой войны.